# Typhlops costaricensis
Typhlops costaricensis este o specie de șerpi din genul Typhlops, familia Typhlopidae, descrisă de Jimenez și Savage 1963. Conform Catalogue of Life specia Typhlops costaricensis nu are subspecii cunoscute.